# Port lotniczy Isfahan
Port lotniczy Isfahan (IATA: IFN, ICAO: OIFM) – międzynarodowy port lotniczy położony w Isfahanie, w ostanie Isfahan, w Iranie.

## Kierunki lotów regularnych
| Linia lotnicza    | Kierunek                                      |
| ----------------- | --------------------------------------------- |
| Austrian Airlines | 1. Wiedeń-Schwechat (do 15 października 2018) |